# آیک و تینا ترنر
آیک و تینا ترنر (انگلیسی: Ike & Tina Turner) یک گروه موسیقی دو نفره آمریکایی متشکل از زن و شوهر آیک ترنر و تینا ترنر بود. از سال ۱۹۶۰ تا ۱۹۷۶، آنها به صورت زنده اجرا کردند.